# ディオーシュジュール城

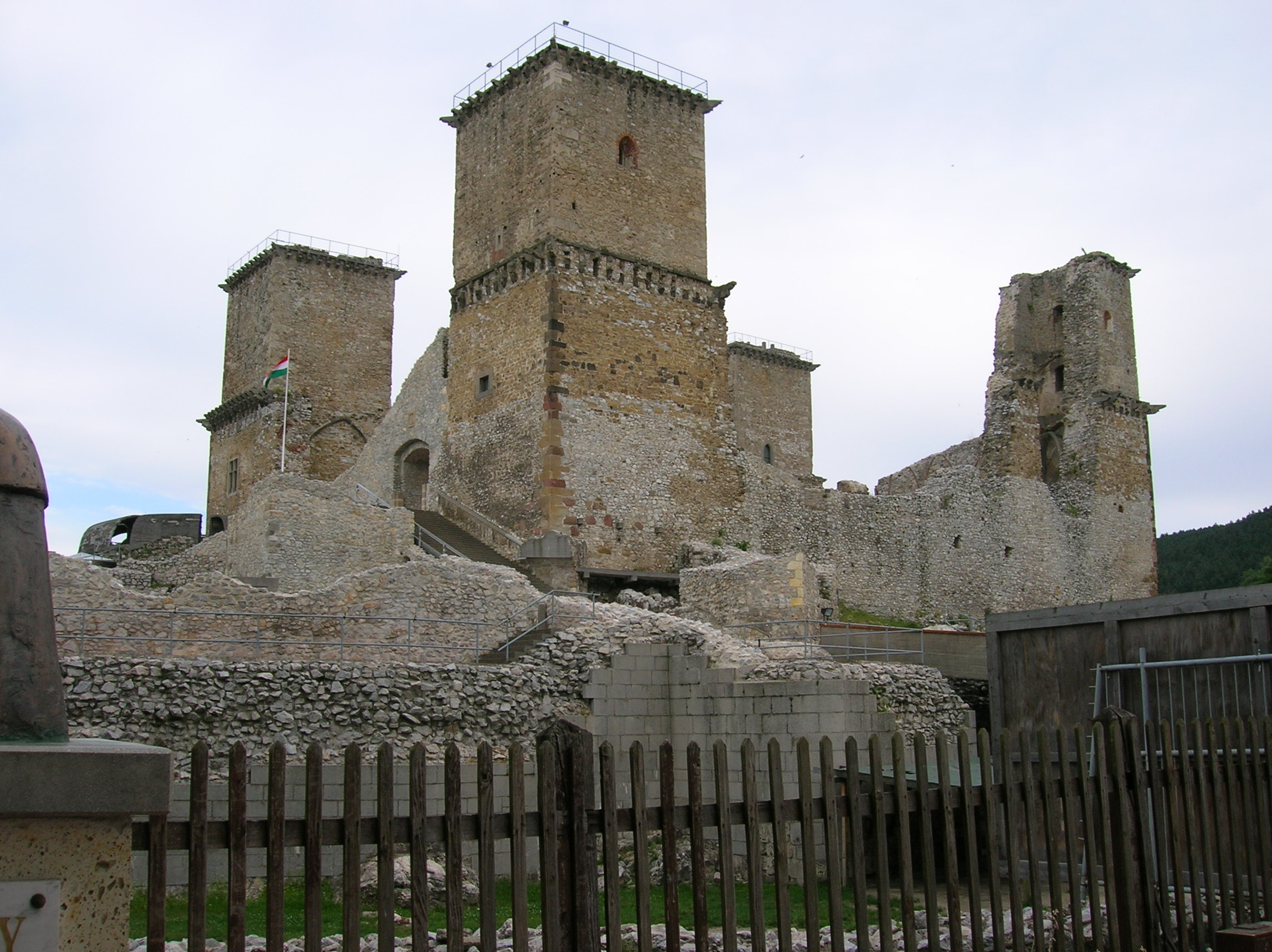
ディオーシュジュール城

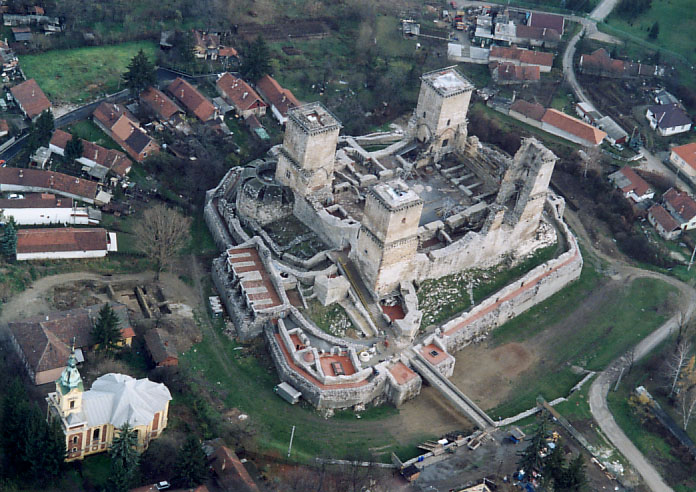
航空写真

ディオーシュジュール城（ティオーシュジュールじょう、洪: Diósgyőri vár）は、ハンガリーの都市ミシュコルツにある城。

## 歴史
9世紀、マジャル人がこの地に移動してきた際に築かれた砦が起源とされる。13世紀にモンゴルの攻撃を受けて破壊されたが、石積みの砦が再建された。その後、14世紀のラヨシュ1世、15世紀のマーチャーシュ1世などによって増築されたが、16世紀にオスマン帝国によって征服されると、徐々に城は荒廃していった。17世紀後半、オスマン帝国の撤退後にハプスブルク家とハンガリー貴族の対立が深まり、この地域は反ハプスブルク貴族の重要拠点となった。彼らは劣勢に陥ると、自らこの城を破壊したとされる。